# Rusty LaRue
Rusty LaRue, född 10 december 1973 i Winston-Salem i North Carolina, är en amerikansk före detta professionell basketspelare (PG/SG) som tillbringade fem säsonger (1997–2000, 2001–2002 och 2003–2004) i den nordamerikanska basketligan National Basketball Association (NBA), där han spelade för Chicago Bulls, Utah Jazz och Golden State Warriors. Under sin karriär gjorde han 486 poäng (4,9 poäng per match), 152 assists och 126 rebounds, räddningar från att bollen ska hamna i nätkorgen, på 98 grundspelsmatcher. Han ingick sista året i Chicago Bulls dynastilag som dominerade NBA mellan 1990 och 1998, där han var med om att vinna den sista av de sex NBA-mästerskap som Bulls bärgade under den tidsperioden. Han spelade även för Paris Basket Racing, Connecticut Pride, Idaho Stampede, PBK CSKA Moskva, Asheville Altitude och Pallacanestro Varese.
LaRue blev aldrig NBA-draftad.